# ヴァイブレータ (映画)
『ヴァイブレータ』は、廣木隆一が監督した2003年公開の日本映画。原作は赤坂真理の同名小説。
寺島しのぶの映画初主演作。フリーの長距離トラック運転手と、アルコール依存症なフリーのルポライターとの、東京から新潟間の往復のロードムービー。

## スタッフ
- 監督：廣木隆一
- 脚本：荒井晴彦
- 製作：高橋紀成
- プロデューサー：森重晃、青島武
- 撮影：鈴木一博
- 美術：林千奈
- 録音：深田晃
- 助監督：宮城仙雅、久万真路、石川浩之
- ラインプロデューサー：椋樹弘尚
- HD技術協力：パナソニックデジタルソフトラボ、パナソニックデジタルネットワークサーブ、キュー・テック[1]
- 製作協力：ステューディオスリー
- 製作委員会メンバー：シー・アイ・エー、ハピネット・ピクチャーズ、日本出版販売、シネカノン、衛星劇場

## キャスト
- 寺島しのぶ - 早川玲
- 大森南朋 - 岡部希寿
- 田口トモロヲ - 警官
- 戸田昌宏
- 高柳絵理子
- 牧瀬里穂
- 坂上みき
- 安藤玉恵
- 村上淳
- 野村祐人

## 受賞
- 第16回東京国際映画祭 主演女優賞（寺島しのぶ）
- 第13回日本映画批評家大賞 主演女優賞（寺島しのぶ）[2]